# Palacio Donà della Madoneta
El palacio Donà della Madoneta, también llamado palacio Donà Dolcetti, es un edificio histórico italiano situado en el sestiere de San Polo orientado hacia el Gran Canal de Venecia. Se encuentra entre la casa Sicher y el palacio Donà a Sant'Aponal.

## Historia
El palacio Donà tiene sus orígenes en el siglo XIII, siendo sus propietarios la familia Signolo. Más adelante sería de la familia Doná y de la familia Dolcetti. En la fachada destacan los bajorrelieves típicos de Venecia y otros elementos decorativos de la época véneto-bizantina.
En el siglo XIX, la propiedad tomó el nombre de Madoneta (la Virgen), al colocarse un bajorrelieve con la imagen de la Virgen con el Niño.

## Descripcción
El edificio, no demasiado grande, se caracteriza, entre otras cosas, por la pequeña escultura de la Virgen adosada a la altura del entresuelo y por la planta noble cuya extensión está ocupada por un ventanal de ocho huecos compuesto por arcos de medio punto apoyados en columnas clásicas con elementos modernos.
El último piso muestra una original "loggetta" del siglo XV con pequeñas columnas. En época posterior se construyeron los dos vanos con pretil de la última planta.